# Théophile de Rutté

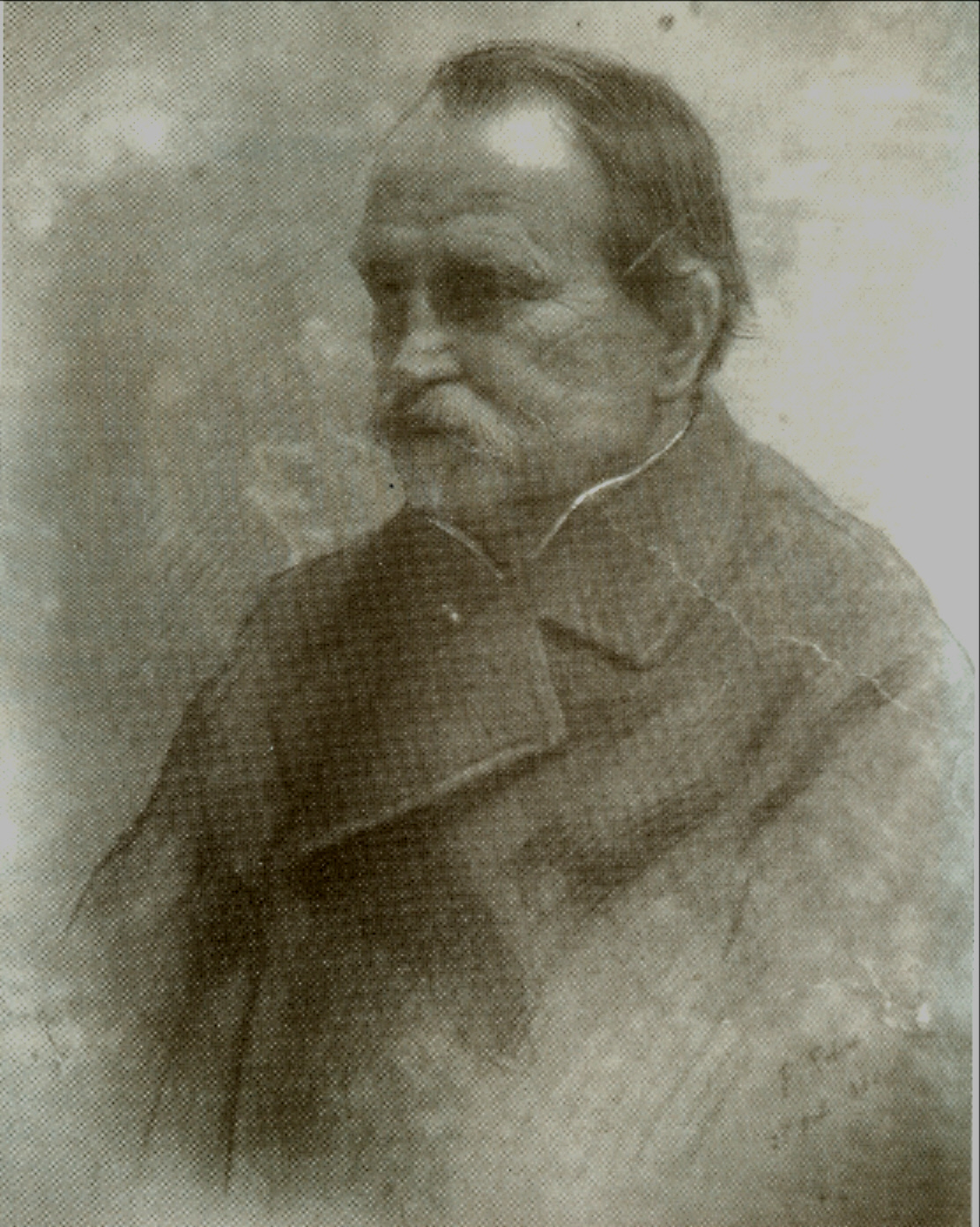
Théophile de Rutté 1881

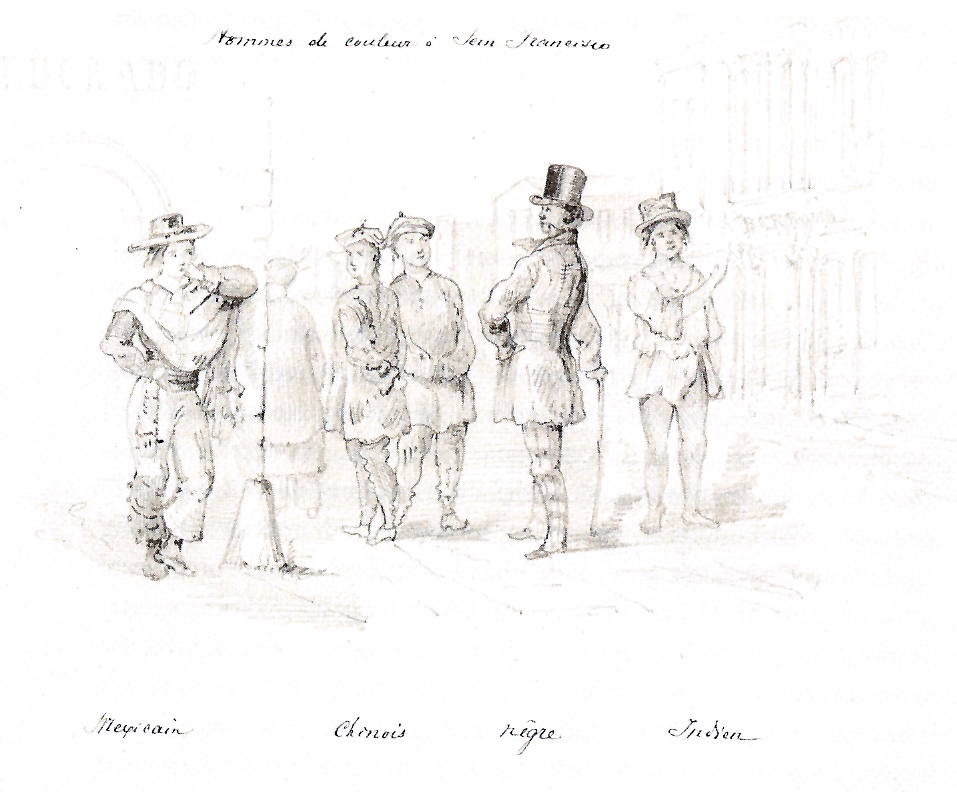
De Rutté war ein guter Zeichner: Personen in San Francisco, um 1850

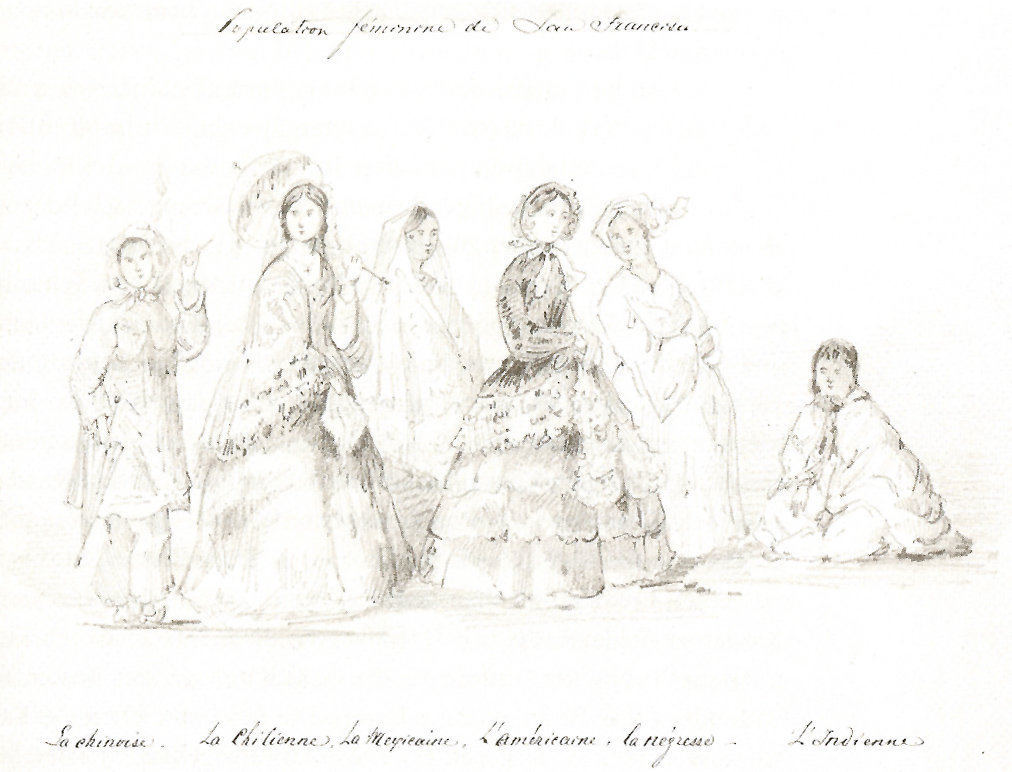
Zeichnung von Frauen in ihren traditionellen Gewändern, um 1850

Théophile de Rutté (* 27. Oktober 1826 in Sutz, Kanton Bern; † 8. November 1885 in Chardonne), eigentlich Gottlieb Rudolf von Rütte, war Kaufmann und von 1850 bis 1854 erster Honorarkonsul der Schweiz in Kalifornien. Seine Zeit in Amerika hat er in einem umfangreichen, in französischer Sprache verfassten Manuskript autobiografisch festgehalten.

## Leben

### Reise nach San Francisco
De Rutté wurde 1826 als Gottlieb Rudolf von Rütte in Sutz als Sohn des Pfarrers David Sigmund von Rütte und dessen Ehefrau Maria Sofie Adelheid (geb. Gatschet) geboren. Seine Brüder waren der Pfarrer und Botaniker Albert von Rütte und der 1829 geborene Architekt Louis-Frédéric de Rutté. 1846 wanderte Théophile de Rutté als angestellter Kaufmann des Schweizerischen Handelshauses Andrié, Kuenzi & Cie nach Rio de Janeiro in Brasilien aus, wo er an seinem zwanzigsten Geburtstag eintraf. Drei Jahre später, als amerikanische Handelsschiffe die Nachricht von sagenhaften Goldfunden in Kalifornien auch nach Südamerika trugen, folgte er ebenfalls diesem Ruf und schiffte sich mit einer von seinem Patron finanzierten Ladung nach Kalifornien ein. Die gefahrvolle Reise um Kap Hoorn nach San Francisco dauerte ein halbes Jahr, den Panamakanal gab es damals noch nicht.
An seinem 23. Geburtstag legte das Schiff in San Francisco an, wo es ihm rasch gelang, eine Handelsfiliale zu eröffnen, denn die Nachfrage nach Kolonialgütern aller Art stieg mit der raschen Bevölkerungszunahme aufgrund des Goldrausches ebenfalls stark. Die erzielten Preise waren wegen der hohen Nachfrage sehr hoch, was zu einem hohen Gewinn führte.
Bald nach seiner Ankunft traf de Rutté auf seinen vermögenden Landsmann Johann August Sutter, der sich gerade im Wahlkampf um den Posten des ersten Gouverneurs von Kalifornien befand. Noch war nicht absehbar, dass der Goldrausch, der auf dem Gelände der Sutter’s Mill bei Sacramento begonnen hatte, Sutter in den Ruin treiben würde, denn dieser war bei de Ruttés Eintreffen äusserst beliebt und warf mit seinem Vermögen nur so um sich. Der Alkohol floss in Strömen.

### Ernennung zum Konsul
Im Mai 1849 schrieb der amerikanische Konsul in Basel namens George H. Goundie einen Brief an Johann Jakob Stehlin, wonach er es für notwendig erachte, ein schweizerisches Konsulat im aufblühenden Kalifornien einzurichten, um die Situation der Einwanderer dort zu verbessern. Der neugegründete Bundesrat, der sein Amt erst im November des Jahres 1848 angetreten hatte, ging dieser Forderung sofort nach und setzte nur wenige Tage nach Eintreffen der Petition in Bern einen entsprechenden Brief auf. Da die Bedeutung von Johann August Sutter für Kalifornien in Bern bekannt war, wurde der Brief direkt an ihn adressiert, mit der Bitte, einen geeigneten Kandidaten vorzuschlagen oder gar dieses Amt selber zu übernehmen. In keinem Wort ist von der Missstimmung zu lesen, die zwischen Bern und Sutter herrschte. Dieser hatte Schulden an den Staat nicht zurückbezahlt, was schliesslich zu dessen Auswanderung geführt hatte. Der Brief traf im November des Jahres 1849 in Kalifornien ein, zu einem Zeitpunkt, als sich de Rutté gerade für ein Jahr selber in Sacramento befand, um eine neue Filiale zu eröffnen.
Zusammen mit zwanzig zufällig ebenfalls in Sacramento anwesenden Schweizern beschloss Sutter, dem Bundesrat den jungen de Rutté als Honorarkonsul zu empfehlen. Er unterstrich in seinem Brief vom 24. November 1849, dass ein schweizerisches Konsulat in Kalifornien dringend erforderlich sei, da schon mehrere Landsleute wegen fehlender Unterstützung in Notlagen und arge Bedrängnis geraten seien. Im Februar des Folgejahres bestätigte der Bundesrat die Ernennung von de Rutté mit Sitz in San Francisco, der damals grössten Stadt des Westens. Am 31. Dezember des Jahres 1850 gründete de Rutté die Schweizerische Wohltätigkeitsgesellschaft, da ihm als Honorarkonsul keine Mittel zur Verfügung standen. Diese bis heute bestehende Organisation unterstützt in Not geratene Landsleute. Aus seinen späteren Berichten an den Bundesrat geht hervor, dass de Rutté sich vorwiegend um Erbschaftsangelegenheiten, um die Bezahlung von Krankenhausrechnungen und um Handelsbeziehungen zur Schweiz kümmern musste.

### Weitere Ereignisse
Im weiteren Verlauf seines Aufenthaltes in Kalifornien berichtet de Rutté von mehreren Stadtbränden, die in der Mitte des 19. Jahrhunderts in San Francisco wüteten und jeweils grosse Teile der Stadt dem Erdboden gleichmachten. De Rutté war daraufhin auch Gründungsmitglied des San Francisco Committee of Vigilance, das 1851 und 1856 während jeweils etwa drei Monaten die Gerichtsbarkeit in der Stadt in die eigene Hand nahm, weil die korrupten Politiker nicht ausreichend gegen die grassierende Kriminalität vorgingen und viele Brandstifter und anderes Gesindel viel zu kulant behandelten. Im Sommer 1851 hängte das Committee mehrere Kriminelle nach kurzem und sehr einseitigem Prozess. Im Herbst löste sich das Committee wieder auf, weil es seine Ziele weitgehend erreicht hatte: Bei den Neuwahlen waren die meisten Politiker, die vom Committee kritisiert wurden, ersetzt worden.

### Rückkehr und weiterer Lebensweg
In den folgenden Jahren reiste de Rutté mindestens zweimal nach Europa, vermutlich um seine Handelsbeziehungen zu intensivieren. Im Juli 1854 bat er aus nicht näher bekannten Gründen den Bundesrat, ihn aus seinem Amt zu entlassen und stattdessen seinen bisherigen Stellvertreter Rudolf Kellersberger als Konsul einzusetzen. Dem Antrag wurde entsprochen. 1856 kehrte er endgültig nach Europa zurück, heiratete Sabine Marie Adelaïde Haller und zog mit ihr nach Bordeaux. Mit ihr hatte er eine Tochter, Berthe de Rutté (1857–1938), die 1877 den Schweizer Maler Léo-Paul Robert heiratete. 1879 starb Sabine Marie. Théophile de Rutte zog mit Susanna Elisabeth Bischof zusammen. Diese Beziehung stand zunächst unter einem schlechten Stern, denn seine neue Freundin wurde in der Familie des Mannes seiner Tochter nicht akzeptiert. Die Geburt seiner zweiten Tochter hielt er dann auch lange geheim. Er heiratete Susanna erst 1885.
De Rutté bereiste Europa mehrfach und wurde vermutlich zu einem sehr wohlhabenden Mann. Das lässt sich aus der Hinterlassenschaft herleiten. Er starb am 8. November 1885 in Chardonne.